# 小牧宿

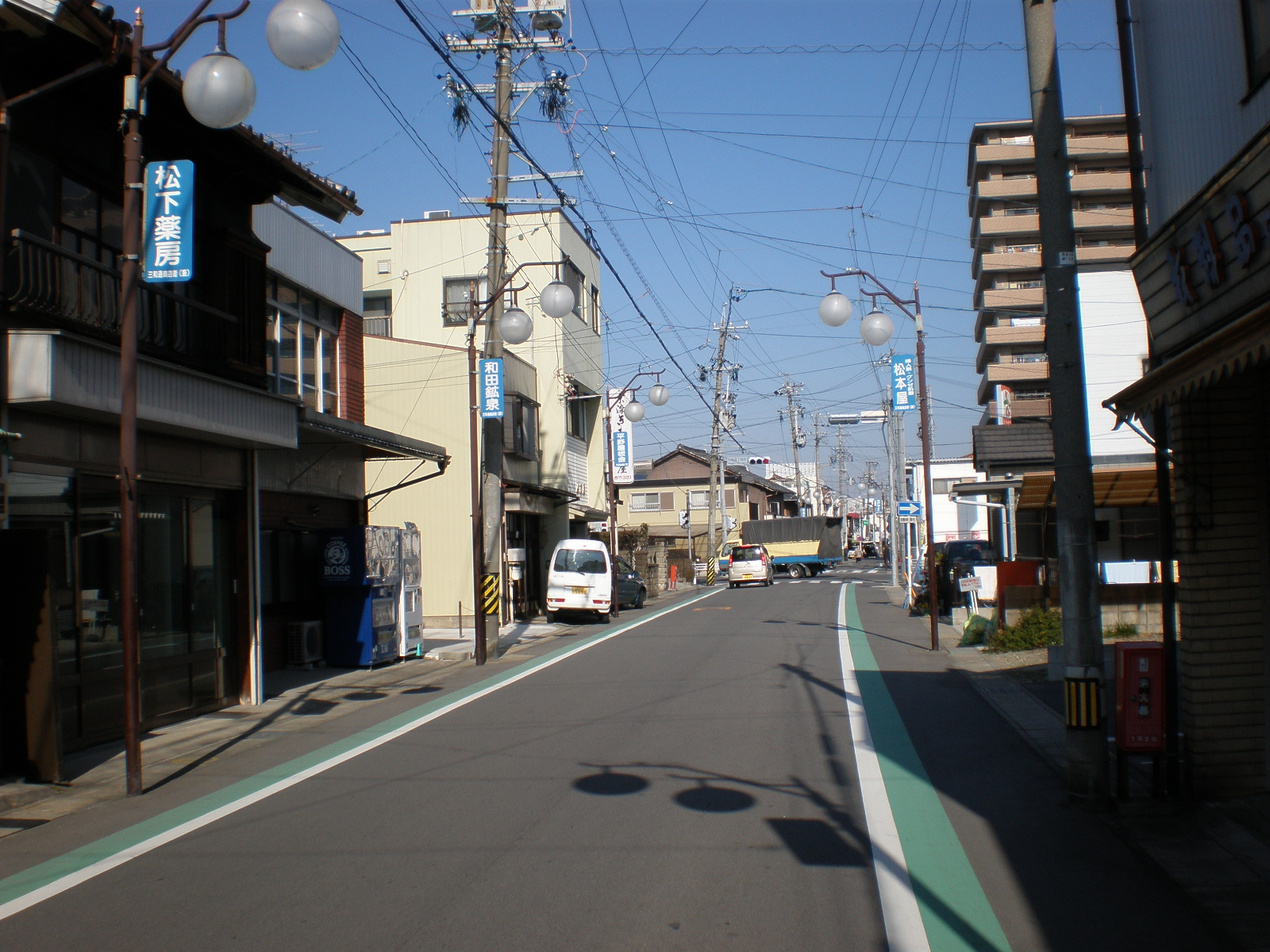
小牧宿内を通る旧・上街道

小牧宿（こまきじゅく）は、上街道沿いにあった宿場である。

## 概要
場所は現在の愛知県小牧市中部の小牧地区。元々は西側の小牧山の麓に街があったが、街道整備にともない江戸時代にこの地に移転。宿場街として整備された。現在往時の面影はほとんど残っていないが、宿場が整備された頃からある寺院や神社がある他、史跡が数点残っている。

## 歴史
- 1624年（元和9年）：小牧山からの移転開始。
- 1625年（寛永2年）：小牧御殿が建設される。
- 1667年（寛文7年）：市（いち）が開かれる。
- 1782年（天明2年）：小牧代官所が設置される。

## 最寄り駅
- 名鉄小牧線の小牧駅下車、徒歩で約5分。

## 史跡・みどころ

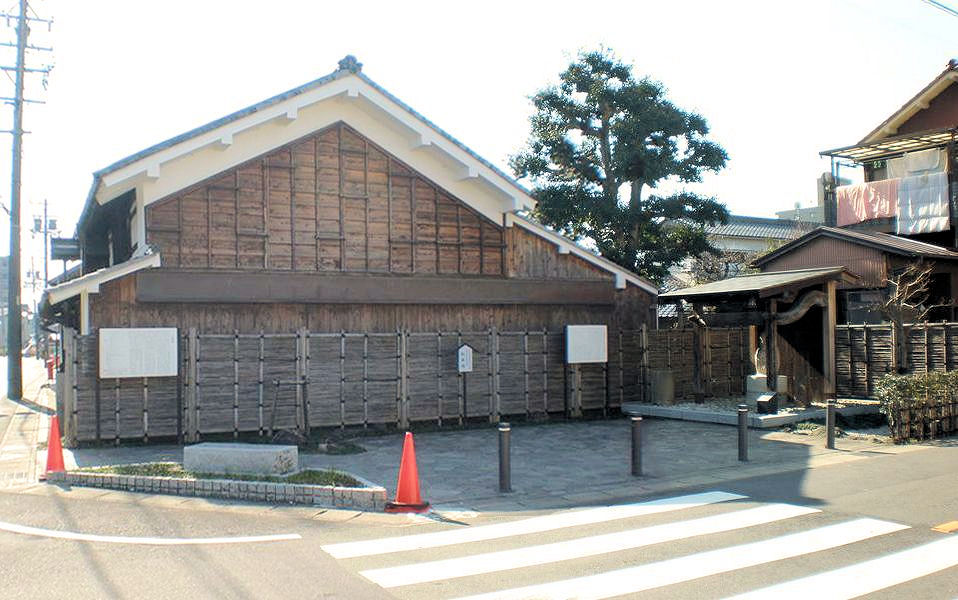
ポケットパーク

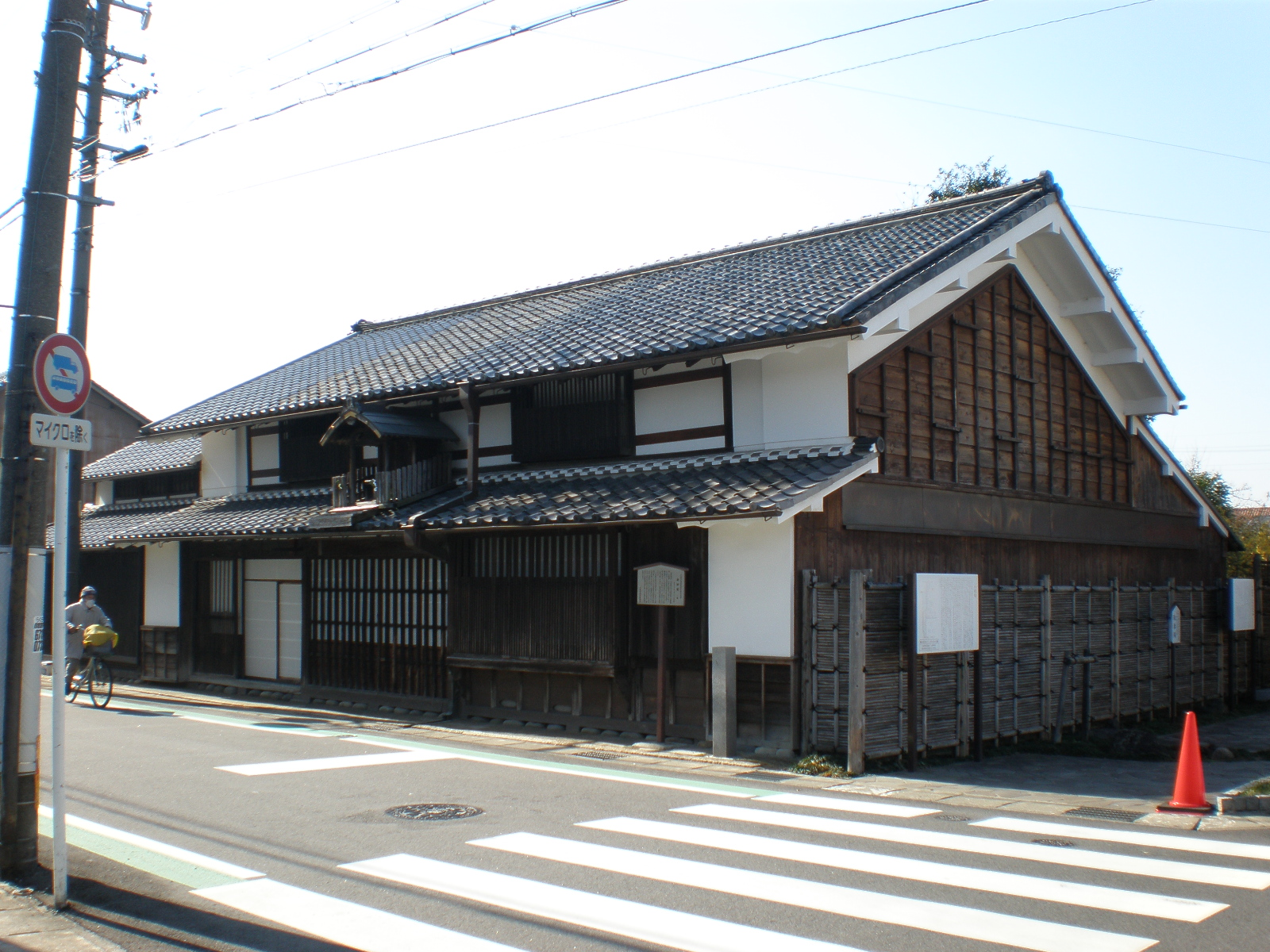
岸田家の屋敷

- ポケットパーク：岸田家見学者用に整備された駐車場。岸田家の北側に隣接する。小牧宿や小牧御殿、小牧代官所の解説が書かれた立て札も設置されている[1]。
- 福禄寿石像：かつて小牧御殿（後に小牧代官所）にあったとされる福禄寿の石像。
- 岸田家
- 本陣跡
- 戒蔵院
- 西林寺
- 玉林寺
- 小牧神明社
- 西町の稲荷堂

## 隣の宿
「━」が上街道、「└」が稲置街道。
| 清水口 ━ | 小牧宿 ━ | 楽田（追分） ━ | 善師野宿 |
|          |          | └ 犬山宿       |          |

## 小牧にぎわいフェスティバル
旧・小牧宿周辺地域の活性化を目的に、2012年（平成24年）に「にぎわいクラフトフェア」「上街道フェスタ」「ラピオ城見市」が合体し「小牧にぎわいフェスティバル」がラピオ通り、上街道、ハナミズキ通りで毎年3月に小牧市最大級のイベントが行われている。主催は、小牧にぎわい隊。。

## 関連書籍
- 『小牧宿のむかし話』、岩崎貞雄編（小牧市立小牧小学校PTA、1981年）
- 『小牧叢書（18）上街道・小牧宿』、小牧市文化財資料研究委員会編（小牧市教育委員会、2002年）[2]